# Antonio Barijho
Antonio Daniel Barijho (Buenos Aires, Argentina; 18 de marzo de 1977), más conocido como El Chipi, es un exfutbolista argentino que se desempeñaba en la posición de delantero. Desde febrero de 2019 se desempeña como director técnico de la 7ª división de Boca Juniors. 
Debutó en 1993, a los 16 años en Huracán. Se consagró campeón con Boca Juniors del Torneo Apertura en las ediciones de 1998, 2000 y 2003, del Torneo Clausura de 1999 y de la Copa Libertadores en las ediciones 2000 y 2001, con Carlos Bianchi como director técnico. También fue campeón de la Copa Intercontinental en las ediciones 2000 y 2003.

## Trayectoria
Criado en un ambiente de extrema pobreza en la Villa 21-24 del barrio porteño de Barracas, ingresó muy joven al plantel juvenil del Club Atlético Huracán; de allí pasó al Boca Juniors, donde ganó múltiples títulos, incluyendo títulos nacionales, Copas Libertadores y dos Copas Intercontinental. No gozó de una gran suerte en sus breves pasos por Europa.
Tras su retiro jugó al fútbol 7 en el torneo de Vieytes. Posteriormente fue el entrenador de la reserva del Club Huracán.
Actualmente es el entrenador de la séptima división de Boca Juniors.

## Clubes
| Club                    | País      | Año       |
| ----------------------- | --------- | --------- |
| Huracán                 | Argentina | 1993-1998 |
| Boca Juniors            | Argentina | 1998-2002 |
| Grasshopper Club Zürich | Suiza     | 2002-2003 |
| Boca Juniors            | Argentina | 2003-2004 |
| Saturn                  | Rusia     | 2004      |
| Banfield                | Argentina | 2005      |
| Barcelona SC            | Ecuador   | 2005      |
| Banfield                | Argentina | 2006      |
| Independiente           | Argentina | 2006      |
| Huracán                 | Argentina | 2007-2008 |
| Deportivo Merlo         | Argentina | 2009      |

## Palmarés

### Campeonatos nacionales
| Título             | Club         | País      | Año     |
| ------------------ | ------------ | --------- | ------- |
| Primera División   | Boca Juniors | Argentina | A-1998  |
| Primera División   | Boca Juniors | Argentina | C-1999  |
| Primera División   | Boca Juniors | Argentina | A-2000  |
| Superliga de Suiza | Grasshoppers | Suiza     | 2002/03 |
| Primera División   | Boca Juniors | Argentina | A-2003  |

### Copas internacionales
| Título                | Club         | Sede final   | Año  |
| --------------------- | ------------ | ------------ | ---- |
| Copa Libertadores     | Boca Juniors | São Paulo    | 2000 |
| Copa Intercontinental | Boca Juniors | Tokio        | 2000 |
| Copa Libertadores     | Boca Juniors | Buenos Aires | 2001 |
| Copa Intercontinental | Boca Juniors | Yokohama     | 2003 |